# 2017년 일본
다음은 2017년 일본에서 일어난 사건들을 정리해 놓은 문서이다.

## 사건
- 1월 5일
  - 도쿄 쓰키지 시장에서 열린 새해 첫 참치 경매에서 아오모리현 오마산 212kg짜리 참다랑어가 7,420만 엔에 낙찰되어, 1999년 이후 두 번째로 높은 낙찰가를 기록했다.
  - 스기야마 신스케 외무성 사무차관이 미국 워싱턴에서 열린 한미일 외교차관 협의에 앞서 임성남 외교부 제1차관과 회담하고 소녀상을 즉각 철거할 것을 요구했다.
- 2월 19일 - 2017년 동계 아시안 게임이 일본 삿포로에서 개막하였다.
- 2월 26일 - 2017년 동계 아시안 게임이 일본 삿포로에서 폐막하였다. 일본 대표팀은 지난 2003년 동계 아시안 게임 이후 개최국으로서 금 27, 은 21, 동 26으로 다시 한번 1위에 올랐다.
- 4월 12일 - 한달여간 꿀이 섞인 이유식을 먹은 생후 5개월 아기가 호흡곤란 등으로 숨지는 사고가 일어났다.

## 사망
- 2월 11일 - 만화가 다니구치 지로
- 2월 13일 - 영화감독 스즈키 세이준
- 3월 14일 - 배우 와타세 츠네히코